# Rainer Zerwesz
Rainer Zerwesz (* 10. Januar 1969 in Timișoara, Rumänien) ist ein ehemaliger deutscher Eishockeyspieler und -trainer.

## Spielerkarriere
Vom VfL Waldkraiburg kommend, wo er schon im Kader der ersten Mannschaft in der Regionalliga Süd 1988/89 stand, wechselte er in der Saison 1990/91 in die Bundesliga zur Düsseldorfer EG und erreichte mit der Mannschaft dreimal den Deutschen Meistertitel in Folge. Zudem debütierte er 1991 für die deutsche Eishockeynationalmannschaft.
In Düsseldorf setzte er seine Spielerlaufbahn auch nach Einführung der Deutschen Eishockey Liga bis zur Saison 1994/95 fort.
Im Sommer 1995 wechselte er zu den Kölner Haien, wo er bis 1999 spielte. Anschließend stand er für jeweils eine Saison bei den Adler Mannheim und den Berlin Capitals unter Vertrag, bevor er zu den DEG Metro Stars nach Düsseldorf zurückwechselte.
Im Sommer 2003 ging er zum EHC Waldkraiburg zurück, zu dessen erster Mannschaft er bis zur Saison 2006/07 in der Bayernliga angehörte. Mit Ablauf dieser Spielzeit beendete er auch seine Spielerkarriere.
Seine Höhepunkte in der Nationalmannschaft waren die Teilnahmen an den Weltmeisterschaften 1998 in der Schweiz und 1999 in Norwegen. Insgesamt stand er 59 mal für das deutsche Team auf dem Eis und erzielte dabei 5 Tore.
Von 2014/15 bis 2017/18 trainierte Rainer Zerwesz die erste Mannschaft des EHC Waldkraiburg in der Bayernliga und der Oberliga Süd. Mit Ablauf der Saison 2014/15 wurde er zum Trainer des Jahres in Bayern gewählt.

## Erfolge und Auszeichnungen
| Als Spieler - Deutscher Meister 1991, 1992, 1993 (Düsseldorfer EG) - Deutscher Vizemeister 1994 - Deutscher Vizemeister 1996 (Kölner EC) - Deutscher Regionalliga-Meister 1989 (EHC Waldkraiburg) - Vizemeister Regionalliga Süd 1990 - Aufstieg in die Oberliga 1990 - Deutschland-Cup-Sieger 1995 (Nationalmannschaft) | Als Trainer - 2015 Trainer des Jahres (Bayern) - 2017 BEV Meister (OL/BYL, EHC Waldkraiburg) - 2016 Aufstieg in die Oberliga - 2016 Meister Regionalliga Bayern |

## Einzelnachweis
1. ↑  Trainer des Jahres 2014/15 (Bayernliga) RODI-DB.

| Personendaten    | Personendaten              |
| ---------------- | -------------------------- |
| NAME             | Zerwesz, Rainer            |
| KURZBESCHREIBUNG | deutscher Eishockeyspieler |
| GEBURTSDATUM     | 10. Januar 1969            |
| GEBURTSORT       | Timișoara, Rumänien        |